# Andrew Hannah
Andrew Hannah (17 tháng 9 năm 1864 – 29 tháng 5 năm 1940) là cầu thủ bóng đá người Scotland, chơi hai trận ở vị trí hậu vệ phải trong mùa giải giành được danh hiệu 1890-91 của Everton.

## Sự nghiệp

### Renton
Sinh ra ở Renton, Dunbartonshire, Hannah lần đầu tiên chơi cho Renton, nơi anh là một phần của một đội bóng đã lên ngôi vô địch không chính thức của thế giới sau khi đánh bại West Bromwich Albion. Hannah đã gây ấn tượng mạnh với các đối thủ của mình đến nỗi họ đã ký hợp đồng với anh ấy cho mùa bóng đá đầu tiên nhưng anh ấy đã không thể định cư tại Stoney Lane và trở lại câu lạc bộ quê nhà của anh ấy trước khi bị lôi kéo về đội một lần nữa cho Football League lần hai.

### Everton
Hannah sau đến Everton và được chứng minh là mùa thành công nhất của anh ấy, cuối cùng đã hoàn thành ở vị trí á quân trong mùa giải 1889-90. Mùa giải tiếp theo thậm chí còn tốt hơn cho Scot, khi Everton giành danh hiệu giải đấu đầu tiên của họ. Bản thân Hannah đã bỏ lỡ hai trận đấu và là một phần quan trọng trong thành công của câu lạc bộ. Mùa hè năm đó, Hannah trở lại Scotland để chơi với câu lạc bộ quê nhà Renton.

### Liverpool
Năm 1892, sau khi Everton rời Anfield và thành lập một câu lạc bộ mới, Liverpool là đội thay thế họ. Hannah đã bị quản lý của câu lạc bộ mới John McKenna và thủ quỹ William Barclay thúc anh gắn bó với Liverpool. Ngày Hannah là hậu vệ phải trong trận đấu cạnh tranh đầu tiên của Liverpool, giành chiến thắng 8-0 trước Higher Walton vào ngày 3 tháng 9 năm 1892 tại giải Lancashire League, Lữ đoàn Đỏ đã giành chiến thắng một cách thuyết phục. Sau đó, Andrew vinh dự trở thành một trong số 11 cầu thủ chơi trong trận đấu bóng đá đầu tiên của Liverpool ở Football League tiếp theo, với chiến thắng 2-0 trước Middlesbrough Ironopolis tại Sân Paradise vào ngày 2 tháng 9 năm 1893, anh đã chơi 24 trong số 28 trận đấu Liverpool, giành chức vô địch Football League Second Division. Anh cũng trở thành người đầu tiên làm đội trưởng cho cả Liverpool và Everton.
Hannah tiếp tục chơi 73 lần cho Liverpool trước khi rời đi vào năm 1895, anh chỉ ghi được một bàn thắng trong chiến thắng 2-0 trước Burslem Port Vale vào ngày 14 tháng 4 năm 1894.

### Scotland
Hannah xuất hiện một lần cho Scotland trong khi chơi cho Renton vào ngày 10 tháng 3 năm 1888. Trận đấu kết thúc với chiến thắng 5-1 trước Wales tại Công viên Hibernian, Edinburgh. Anh cũng đại diện cho Scottish League một lần năm 1892.

## Thống kê danh hiệu
Cầu thủ bóng đá:
- Renton: Quán quân Cúp Scotland 1888: Vô địch thế giới không chính thức năm 1888
- Everton: Vô địch Football League 1891
- Liverpool: Vô địch Football League Second Division 1894
- Scotland (1888): 1 lần ra sân